# 沙州城遗址
沙州城遗址，位于中国甘肃省敦煌市，为一个省级文物保护单位，类型为古遗址。
沙州城遗址的历史年代为唐代。